# Сюрфонтен
Сюрфонте́н (фр. Surfontaine) — коммуна во Франции, находится в регионе Пикардия. Департамент коммуны — Эна. Входит в состав кантона Рибмон. Округ коммуны — Сен-Кантен.
Код INSEE коммуны — 02732.

## Население
Население коммуны на 2010 год составляло 103 человека.
| 1962 | 1968 | 1975 | 1982 | 1990 | 1999 | 2010 |
| ---- | ---- | ---- | ---- | ---- | ---- | ---- |
| 117  | 129  | 101  | 80   | 66   | 83   | 103  |

## Экономика
В 2010 году среди 62 человек трудоспособного возраста (15—64 лет) 43 были экономически активными, 19 — неактивными (показатель активности — 69,4 %, в 1999 году было 68,6 %). Из 43 активных жителей работало 36 человек (23 мужчины и 13 женщин), безработных было 7 (5 мужчин и 2 женщины). Среди 19 неактивных 8 человек были учениками или студентами, 4 — пенсионерами, 7 были неактивными по другим причинам.